# 티키누스 전투
티키누스 전투는 기원전 218년에 벌어진 제2차 포에니 전쟁의 전투 중 하나로 한니발이 이끄는 카르타고 군대와 집정관 푸블리우스 코르넬리우스 스키피오가 이끄는 로마 공화정 군대가 벌인 전투를 말한다. 한니발이 알프스산맥을 넘은 뒤 이탈리아 영토에서 벌어진 첫 번째 전투로 카르타고군이 승리하였다.
한니발이 사군툼을 공격하자 스키피오의 군대는 한니발을 막으러 마실리아(지금의 마르세유)로 급파되었으나 이미 한니발은 갈리아로 진격한 후였다. 스키피오는 뒤를 쫓았으나 한니발의 행방은 묘연했다. 스키피오의 군대는 히스파니아에서 다른 카르타고 군을 격퇴할 요량이었으나 한니발이 예상을 깨고 알프스를 넘었다는 보고를 받자 급히 이탈리아로 돌아와 한니발을 저지하기 위해 찾아다녔다. 한니발은 스키피오가 돌아왔다는 첩보를 접하고 결전을 준비하였다. 기원전 218년 11월 서로의 행방을 쫓던 양쪽군대의 척후병이 우연히 티키누스 강 근처에서 마주쳤고 양군은 진지를 편성했다.
다음날 양군은 맞붙었는데 먼저 양군의 기병대가 전선의 중앙에서 백병전을 벌였고 한니발은 그의 누미디아 기병을 양 날개에 배치하고 나중에야 전투에 가담시켜 로마의 경보병을 치게 했다. 양 날개에서 누미디아 기병의 가담으로 로마군은 전열이 무너졌고 진지로 후퇴했다. 지휘관인 스키피오도 중상을 입고 달아났다.
비록 양쪽 군대 모두 정예 주전력은 손상되지 않았지만 한니발은 이 전투의 승리로 갈리아의 많은 부족을 카르타고의 편으로 끌어들일수 있었다. 한편 코르넬리우스 스키피오는 동료 집정관인 셈프로니우스에게 합류하여 다음 전투를 준비했다. 로마군은 한니발의 기병이 막강하다는 것을 처음으로 알게 되었다.